# Historias de un capricornio
Historias de un capricornio es el cuarto álbum de estudio del cantante de reguetón Arcángel. Fue publicado el 20 de diciembre de 2019 bajo el sello discográfico Rimas Entertainment.

## Contexto
Luego de la publicación de su tercer álbum de estudio, Ares, el cantante concluyó su contrato con Pina Records a mediados de 2019. Con ello, anunció la publicación de un nuevo álbum postergado por años, mientras buscaba reconectar con sus orígenes musicales. En varias entrevistas relacionadas al contenido personal del álbum, mencionaba que este álbum habla de él, como Austin Santos, y que varias canciones tienen un valor emocional; además de ir dedicados a su madre y fanáticos, mencionando a una mujer de su fan club que falleció previo al lanzamiento del álbum, y que aparece en algunas portadas alternativas del disco.

“Esto no es un álbum que le estoy poniendo un nombre bonito, ni me estoy tomando una foto con el mejor fotógrafo del mundo, ni me estoy gastando $10 mil en ropa y soy el más fashion”.

También se vio envuelto en distintas controversias y contratiempos personales, desde causas judiciales por violencia doméstica en abril, un pre-infarto en septiembre, y un confuso incidente que derivó en la muerte del cantante de trap Kevin Fret, del cual Arcángel mencionó que eran amigos.

## Composición
Explicando las letras y sonidos del álbum, Santos menciona que el álbum estuvo en pausa por tres años, mientras que algunos temas llevaban compuestos desde 2009, y destacando algunos canciones, partiendo por el intro «Mi testimonio», que “está repleta de sintetizadores atmosféricos que le entregan una sensación fría a la canción”. Sobre esa canción, menciona que estuvo con depresión al momento de hacerla, y lo considera una de sus canciones más importantes dentro del álbum. En el caso de la canción y sencillo principal «Te esperaré», menciona que fue grabado originalmente en 2015 y siempre tuvo un apego personal a ella, ya que fue su retorno a “hacer música buena con sentido y contenido de las letras”

## Promoción
En cuanto a otros temas, se destacan «Invicto» y «Memoria rota» junto a Myke Towers. A una semana del lanzamiento, se lanzó «Sigues con el» junto al artista Sech, del cual se desprende un vídeo promocional. El 7 de febrero de 2020 se lanzó el vídeo musical del sencillo «Hábitos» junto a Manuel Turizo.
El 10 de abril de 2020 por el canal del artista se lanzó la versión remix del tema «Sigues con el» junto al cantante Romeo Santos, la cual fue incluida en Los favoritos 2.

## Lista de canciones
| N.º   | Título                           | Duración |  |
| 1.    | «Mi testimonio»                  | 4:45     |  |
| 2.    | «Al volante»                     | 3:20     |  |
| 3.    | «Rehén» (con Ozuna)              | 2:55     |  |
| 4.    | «Ponte bonita»                   | 3:13     |  |
| 5.    | «Infeliz» (con Bad Bunny)        | 3:41     |  |
| 6.    | «Video llamada»                  | 3:35     |  |
| 7.    | «Doble cara»                     | 3:05     |  |
| 8.    | «Hábitos» (con Manuel Turizo)    | 3:01     |  |
| 9.    | «Lléname de luz»                 | 3:02     |  |
| 10.   | «No salgo de casa»               | 2:57     |  |
| 11.   | «Sigues con él» (con Sech)       | 3:46     |  |
| 12.   | «Capricornio»                    | 3:48     |  |
| 13.   | «Memoria rota» (con Myke Towers) | 3:25     |  |
| 14.   | «Te esperare»                    | 3:16     |  |
| 15.   | «Invicto»                        | 4:01     |  |
| 51:54 |                                  |          |  |

## Posicionamiento en listas
| Listas (2020)                        | Mejor posición |
| ------------------------------------ | -------------- |
| Estados Unidos (Top Latin Albums)    | 2              |
| Estados Unidos (Latin Rhythm Albums) | 2              |

## Certificaciones
| País (Certificador) | Certificación   | Ventas certificadas |
| --- | --------------- | ------------------- |
| Estados Unidos (RIAA) | Platino (Latin) | 60 000*             |
| ^cifras de envíos basadas únicamente en la certificación xcifras no especificadas basadas únicamente en la certificación |                 |                     |